# 上魯德尼亞
51°33′47″N 28°31′26″E / 51.56306°N 28.52389°E
上魯德尼亞（烏克蘭語：Верхня Рудня），是烏克蘭北部的村莊，隸屬日托米爾州的科羅斯滕區。該村面積0.19平方公里，海拔高度150米，2001年人口31，人口密度每平方公里163.16人。